# Erin, Wisconsin
Erin là một thị trấn ở Washington, Wisconsin, Hoa Kỳ. Dân số theo thống kê năm 2000 năm 3.664 người. Cộng đồng chưa hợp nhất
Thompson nằm bên trong Erin. Một phần cộng đồng chưa hợp nhất Hubertus cũng nằm trong thị trấn.